# Oligia illocata
Fishia illocata là một loài bướm đêm trong họ Noctuidae.

## Hình ảnh

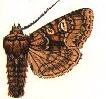